# Spencer Tracy
Spencer Bonaventure Tracy (født 5. april 1900, død 10. juni 1967) var en amerikansk filmskuespiller. Han er tit blevet omtalt som en af de fineste skuespillere i filmhistorien. 
Tracy havde et langvarigt kærlighedsforhold med Katharine Hepburn, men forblev gift med Louise Treadwell. De havde børnene John Tracy og Louise (Susi) Tracy.
I 1935 underskrev han en kontrakt med MGM. Han fik 2 Oscars for bedste hovedrolle for filmene Havets helte (1937) og Drengebyen (1938).
Han var yderligere nomineret til en Oscar for filmene: San Francisco (1936), Brudens far (1950), En mand steg af toget (1955), Den gamle mand og havet (1958), Solen stod stille (1960), Dommen i Nürnberg (1961) og Gæt hvem der kommer til middag (1967).
Sammen med Laurence Olivier deler han rekorden i bedste skuespiller med ni nomineringer.
Under optagelserne til Årets kvinde (1942) lærte han Katharine Hepburn at kende og at elske. De havde den mest hemmelige og dog kendte kærlighedsaffære i Hollywoods historie. Man vidste det og lod dem dog være i fred – også pressen lod dem i fred. De levede sammen i 27 år – men af hensyn til hans hustru, havde de hver især et hus.
Gæt hvem der kommer til middag blev hans sidste film, instrueret af Stanley Kramer, der også havde instrueret Dommen i Nürnberg. Han og Katharine Hepburn stillede deres salær for filmen til rådighed, da der ikke var noget forsikringsselskab, der ville forsikre Tracy under indspilningen, idet det længe havde rygtedes, at Tracy var døende. På den måde havde filmselskabet råd til at hyre en anden skuespiller i det tilfælde, at den syge Tracy ikke kunne fuldføre indspilningen. I Gæt hvem der kommer til middag havde han mulighed for at sige tak til Katharine Hepburn, og det gjorde han i en rørende tale i slutscenen. Katharine Hepburn kunne ikke klare at se filmen og havde indtil sin død i 2003 stadig ikke set den. 17 dage efter indspilningerne til filmen var afsluttet, døde Tracy i sit hus, som han lejede af George Cukor. Katharine Hepburn fandt ham i køkkenet ved 3-tiden, efter at hun fra sit værelse havde hørt en dump lyd. Han døde af et hjerteslag i en alder af 67 år.

## Teater
- 1930 – The Last Mile

## Filmografi
1930'erne
- 1930 – The Strong Arm (kortfilm)
- 1930 – Taxi Talks (kortfilm)
- 1930 – The Hard Guy (kortfilm)
- 1930 – Up the River
- 1931 – Quick Millions
- 1931 – Six Cylinder Love
- 1931 – Goldie
- 1932 – En skønhedsdronnings oplevelser
- 1932 – Sky Devils
- 1932 – Disorderly Conducts
- 1932 – Young America
- 1932 – Society Girl
- 1932 – The Painted Woman
- 1932 – Me and My Gal
- 1932 – 20.000 Years in Sing Sing
- 1933 – Face in the Sky
- 1933 – Shanghai Madness
- 1933 – Magt og ære
- 1933 – Livet kalder!
- 1933 – The Mad Game
- 1934 – The Shoff-Off
- 1934 – Telefonmysteriet
- 1934 – Bottoms Up
- 1934 – Now I’ll Tell
- 1934 – Kontra-spionage
- 1935 – It’s A Small World
- 1935 – Mord-eksperten
- 1935 – Dante's Inferno
- 1935 – En kvinde i nettet
- 1936 – Riffraff
- 1936 – Hævneren
- 1936 – San Francisco
- 1936 – Hendes rygte er i fare
- 1937 – De gav ham våben
- 1937 – Havets helte
- 1937 – Storbyen
- 1937 – Mannequin
- 1938 – Vor tids helte
- 1938 – Drengebyen
- 1939 – Stanley og Livingstone

1940'erne
- 1940 – I Take This Woman
- 1940 – Tom Edison som dreng
- 1940 – Nordvestpassagen
- 1940 – Edison, the Man
- 1940 – Hvor olien sprang
- 1941 – Men of Boys Town
- 1941 – Dr. Jekyll og Mr. Hyde
- 1942 – Årets kvinde
- 1942 – Tortillia Flat
- 1942 – Keeper of the Flame
- 1943 – Flyvere dør aldrig
- 1944 – Det syvende kors
- 1944 – 30 sekunder over Tokyo
- 1945 – Urette ægtefolk
- 1947 – Prærie
- 1947 – Storbyen frister
- 1948 – State of the Union
- 1949 – Edward, My Son
- 1949 – Adams ribben
- 1949 – Malaya

1950'erne
- 1950 – Brudens far
- 1951 – For Defence for Freedom for Humanity
- 1951 – Fars store gevinst
- 1951 – Mordsagen O’Hara
- 1952 – Alletiders sportspige
- 1952 – Rejsen mod det ukendte
- 1953 – The Actress
- 1954 – Den brudte lanse
- 1955 – En mand steg af toget
- 1956 – Hvor døden venter
- 1957 – Kontorets skræk
- 1958 – Den gamle mand og havet
- 1958 – Det sidste hurra

1960'erne
- 1960 – Solen stod stille
- 1961 – Intet håb for de dømte
- 1961 – Dommen i Nürnberg
- 1962 – Vi vandt vesten (fortæller)
- 1963 – Hopla, vi lever!
- 1967 – Gæt hvem der kommer til middag

### Filmografi – dokumentar
- 1942 – Ring of Steel (fortæller)
- 1943 – His New World – dokumentar, fortæller
- 1986 – The Spencer Tracy Legacy: A Tribute by Katharine Hepburn
- 1993 – Katharine Hepburn: All About Me

## Priser
- 1936 – Oscarnominering: Bedste mandlige hovedrolle – San Francisco
- 1937 – Oscar: Bedste mandlige hovedrolle – Havets helte
- 1938 – Oscar: Bedste mandlige hovedrolle – Drengebyen
- 1950 – Oscarnominering: Bedste mandlige hovedrolle – Brudens far
- 1955 – Oscarnominering: Bedste mandlige hovedrolle – En mand steg af toget
- 1958 – Oscarnominering: Bedste mandlige hovedrolle – Den gamle mand og havet
- 1960 – Oscarnominering: Bedste mandlige hovedrolle – Solen stod stille
- 1962 – Oscarnominering: Bedste mandlige hovedrolle – Dommen i Nürnberg
- 1967 – Oscarnominering: Bedste mandlige hovedrolle – Gæt hvem der kommer til middag

## Literatur og reference
- 1969 – Swindell, Larry: Spencer Tracy; a Biography
- 1971 – Kanin, Garson: Tracy and Hepburn: An Intimate Memoir
- 1991 – Hepburn, Katharine: Me: Stories of My Life
- 1984 – Fischer, James: Spencer Tracy
- 1997 – Andersen, Christopher: An Affair to Remember: The Remarkable Love Story of Katharine Hepburn and Spencer Tracy